# Anisotremus moricandi
Anisotremus moricandi е вид лъчеперка от семейство Haemulidae. Видът е застрашен от изчезване.

## Разпространение
Разпространен е в Бразилия, Венецуела, Колумбия и Панама.